# 现任广西壮族自治区地级行政区行政长官列表

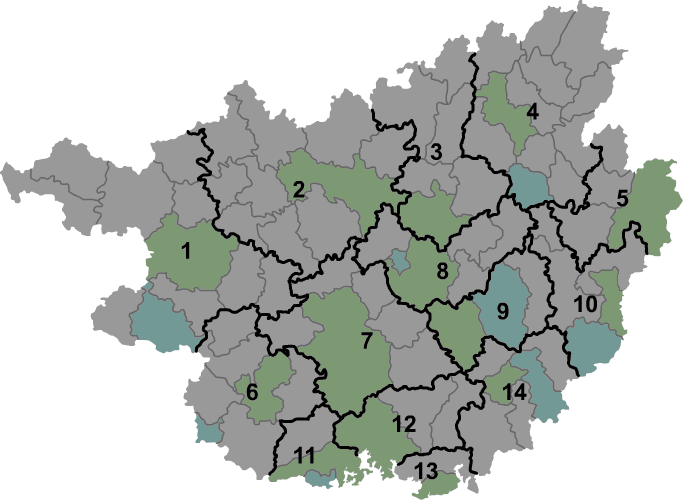
以广西壮族自治区地級行政區來劃分，
具體請見：「广西壮族自治区」條目，
「行政區劃」章節

本列表列出中華人民共和國广西壮族自治区14個地級行政區的現任人民政府市長。該自治区的14個地級市的人民政府市長均由唯一執政黨中國共產黨的黨員出任，是該市政治建制內，僅次於中共該市委員會書記的「二把手」，而且此職由該市黨委排名第一的副書記擔任成了一種趨勢。
現任地級行政區行政首長之中，有1位是少数民族，是壮族，有2位是女性，即北海市人民政府市长李莉和防城港市人民政府市长黄江；任职时间最长的则是柳州市人民政府市长张壮，自2021年2月19日起任职，迄今4年6个月；任职时间最短的是玉林市人民政府市长张惠强，自2023年8月30日起任职，迄今1年11个月。

## 地級市人民政府市長
| 地级市人民政府 （历任市长）   | 市长            | 上任日期 （任职时间）       | 出生年月            | 信息源 |
| ----------------------------- | --------------- | --------------------------- | ------------------- | ------ |
| 南宁市人民政府 （市长列表）   | 侯刚            | 2022年12月30日 （2年7个月） | 1966年9月 （58歲）  | [ 1 ]  |
| 柳州市人民政府 （市长列表）   | 张壮            | 2021年2月19日 （4年6个月）  | 1970年5月 （55歲）  | [ 2 ]  |
| 桂林市人民政府 （市长列表）   | 卢新华          | 2025年4月8日 （4个月）      | 1975年4月 （50歲）  | [ 3 ]  |
| 梧州市人民政府 （市长列表）   | 李振品 （壮族） | 2023年8月28日 （1年11个月） | 1969年11月 （55歲） | [ 4 ]  |
| 北海市人民政府 （市长列表）   | 李莉 （女）     | 2021年12月23日 （3年7个月） | 1973年7月 （52歲）  | [ 5 ]  |
| 防城港市人民政府 （市长列表） | 邱明宏          | 2024年9月24日 （10个月）    | 1970年8月 （55歲）  | [ 6 ]  |
| 钦州市人民政府 （市长列表）   | 李玉成          | 2025年4月11日 （4个月）     | 1978 年9月 （46歲） | [ 7 ]  |
| 贵港市人民政府 （市长列表）   | 朱会东          | 2022年1月11日 （3年7个月）  | 1970年10月 （54歲） | [ 8 ]  |
| 玉林市人民政府 （市长列表）   | 张惠强          | 2023年8月30日 （1年11个月） | 1969年11月 （55歲） | [ 9 ]  |
| 百色市人民政府 （市长列表）   | 葛国科          | 2021年4月13日 （4年4个月）  | 1972年8月 （53歲）  | [ 10 ] |
| 贺州市人民政府 （市长列表）   | 彭代元          | 2021年4月13日 （4年4个月）  | 1969年3月 （56歲）  | [ 11 ] |
| 河池市人民政府 （市长列表）   | 王军            | 2021年2月24日 （4年5个月）  | 1976年5月 （49歲）  | [ 12 ] |
| 来宾市人民政府 （市长列表）   | 廖和明          | 2021年7月30日 （4年）       | 1967年6月 （58歲）  | [ 13 ] |
| 崇左市人民政府 （市长列表）   | 迟威            | 2021年6月9日 （4年2个月）   | 1971年1月 （54歲）  | [ 14 ] |